# 시폰 케이크

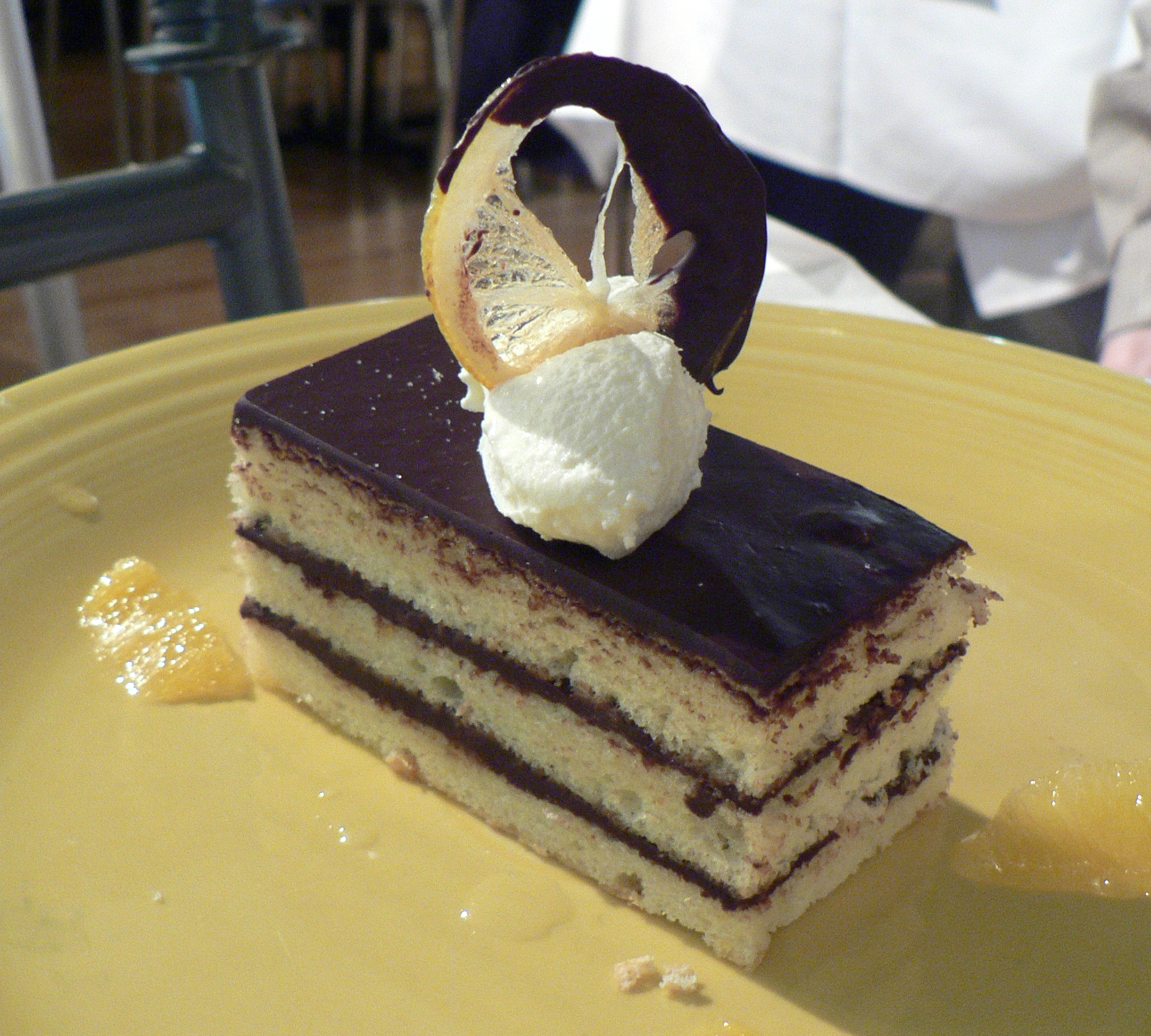
레몬으로 장식 후, 초콜릿으로 위를 덮은 시폰 케이크

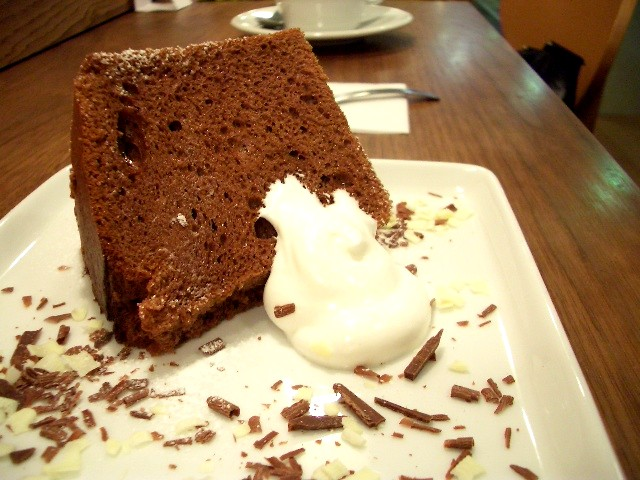
초콜릿 시폰 케이크, 2006년. 일본

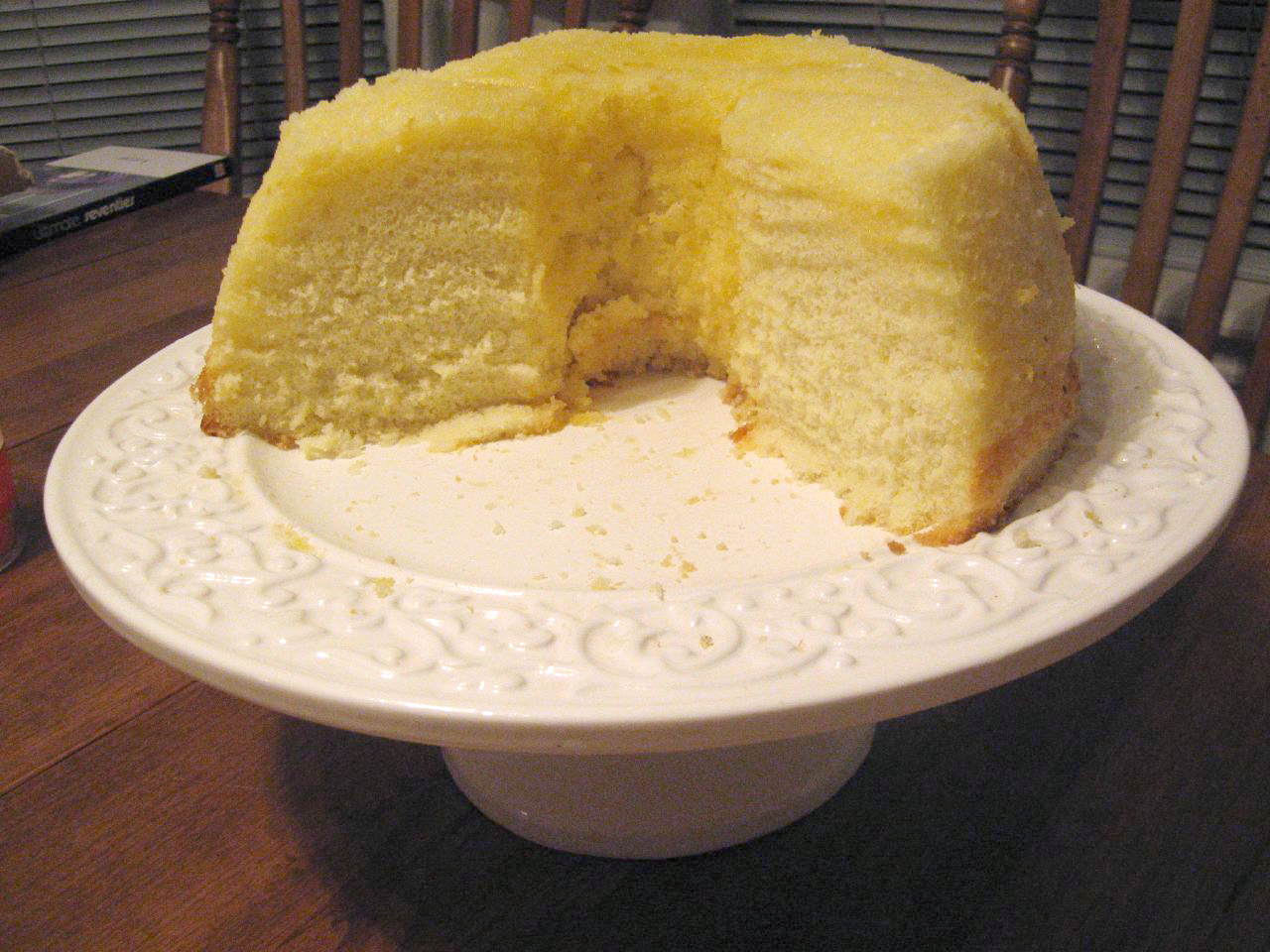
레몬 시폰 케이크

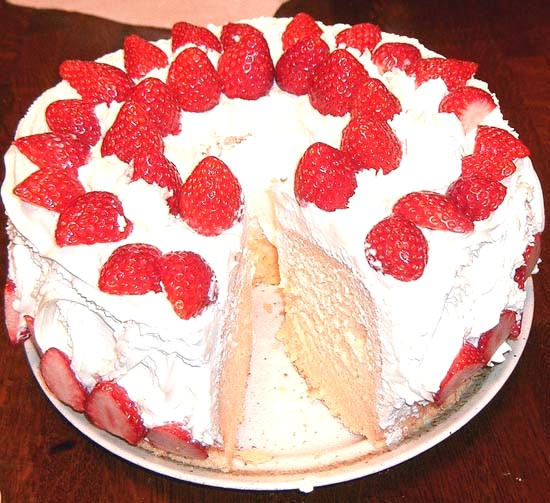
장식된 시폰 케이크. 2007년. 일본.

시폰 케이크(chiffon cake)는 아주 가벼운 식감의 케이크로 식물성 기름과 달걀, 설탕, 밀가루, 베이킹파우더, 향료를 사용해 만든다. 버터나 쇼트닝처럼 베이킹에 흔히 쓰이는 고체 지방이 아닌 식물성 기름으로 만들어서 반죽에 공기를 포집하기가 더욱 용이하다. 그 결과 시폰 케이크는(엔젤 케이크나 다른 거품형 케이크와 마찬가지로) 굽기 전에 따로 흰자를 단단하게 올려 케이크 반죽에 넣어 보송보송한 식감을 낼 수 있다. 공기 포집의 정도는 머랭의 질과 화학팽창제 이 두 가지로 결정된다.
시폰 케이크는 스펀지 케이크와 일반적인 케이크 만드는 방법을 병용해서 만든다. 베이킹파우더와 식물성 기름이 들어가고 계란을 분리한 다음 흰자를 단단하게 올려 반죽에 넣기 때문에 식물성 기름으로 만든 케이크 특유의 풍부한 맛을 내는 한편, 스펀지 케이크처럼 더욱 가벼운 식감을 낸다.
시폰 케이크는 시폰틀에 구우며 필링이나 프로스팅을 올리기도 한다.
원 레시피에서 팬에 유산지를 깔거나 기름칠을 하지 않는데 이는 케이크 반죽이 팬의 가장자리를 타고 올라가 케이크가 잘 부풀 수 있게 하기 위해서다. 또한 케이크를 냉각하는 과정에서 기포가 안정적으로 유지되도록 틀을 뒤집어 식힌다.
기름과 달걀 재료가 많이 들어가므로 시폰 케이크는 매우 촉촉한 편이다. 비교적 낮은 온도에서도 기름이 액체 상태로 존재하기 때문에, 버터 케이크와는 반대로 시폰 케이크는 좀처럼 딱딱해지거나 마르지 않는다. 그러므로 시폰 케이크는 페이스트리 크림 혹은 아이스크림과 같은 성분과 함께 냉장되거나 냉동되는 케이크에 적합하다. 시폰 케이크는 일반적으로 버터 케이크보다 포화 지방을 적게 함유하여, 건강에도 좀 더 이롭다. 하지만 버터가 들어가지 않기 때문에, 버터 케이크의 풍미를 갖지는 못한다. 따라서 시폰 케이크에는 풍부한 향을 갖는 소스나 다른 첨가물을 추가해 주는 것이 좋다. 초콜릿이나 과일 같은 것들이 그 예이다.
시폰 케이크는 캘리포니아주 보험 판매원이었던 해리 베이커(Harry Baker)가 1927년에 개발한 것으로 기록되어 있다. 그는 보험 판매원을 주직업으로 하고, 파트 타임으로 케이크 조달업(출장 연회업)을 했었다. 그는 사업에 시폰 케이크를 활용했으나, 요리법을 1948년에 베티 크록커에게 양도할 때까지 일반인에게 공개하지 않았다. 베티 크록커는 시폰 케이크를 "케이크 계의 세기의 발견"이라고 칭송하였다.

## 시폰 케이크와 대중문화
- 닌텐도 DS 게임 〈호텔 더스크 : 룸 215〉에서, 게임 등장 인물인 하이드(Hyde)는 후식으로 차 시폰 케이크(Tea Chiffon Cake)를 제공받는다.

## 같이 보기
- 시폰

## 참고 문헌
- (영어) CampCuisine Glossary
- (영어) "When Harry Met Betty", The Rake Magazine—an article about Harry Baker and the chiffon cake
- (영어) 초콜릿 시폰 케이크 레시피 - Rose's Kitchenette 제공